# Фарук Їгіт
Фарук Їгіт (тур. Faruk Yiğit, нар. 15 квітня 1966, Трабзон) — турецький футболіст, що грав на позиції нападника. Відомий за виступами в низці турецьких клубів, зокрема «Коджаеліспор» та «Фенербахче», а також національну збірну Туреччини. Володар Кубка Туреччини.

## Клубна кар'єра
Фарук Їгіт народився в Трабзоні. У професійному футболі дебютував 1990 року виступами за команду «Болуспор», в якій грав до 1992 року, взявши участь у 56 матчах чемпіонату.
З 1992 року футболіст грав у складі клубу «Коджаеліспор». У складі команди став одним із основних гравців атакувальної ланки команди. У складі команди з Ізміта грав до кінця 1997 року, та став у її складі володарем Кубка Туреччини .
На початку 1998 року Їгіт перейшов до складу клубу «Фенербахче», проте у складі одного з кращих турецьких клубів в основі клубу грав лише протягом перших півроку виступів, а пізніше втратив місце в основному складі команди. На початку 2000 року футболіст грав у складі команди «Діярбакирспор», після чого грав у складі аматорських клубів «Яловаспор» і «Орхангазі Генчлербірлігі», в яких пізніше працював тренером.

## Виступи за збірну
У 1991 році Фарук Їгіт дебютував в офіційних матчах у складі національної збірної Туреччини. У складі збірної був учасником чемпіонату Європи 1996 року в Англії. У складі національної команди грав до серпня 1996 року, провів у її формі 8 матчів, забивши 1 гол в товариському матчі зі збірною України.
| Дата       | Місто         | Господарі   | Результат | Гості     | Турнір            | Голи | Примітки |
| ---------- | ------------- | ----------- | --------- | --------- | ----------------- | ---- | -------- |
| 27-02-1991 | Ізмір         | Туреччина   | 1 – 1     | Югославія | товариський матч  | -    | 70'      |
| 27-03-1991 | Туніс (місто) | Туніс       | 0 – 0     | Туреччина | товариський матч  | -    | 65'      |
| 17-04-1991 | Варшава       | Польща      | 3 – 0     | Туреччина | Відбір до ЧЄ 1992 | -    | 79'      |
| 12-02-1992 | Адана         | Туреччина   | 1 – 1     | Фінляндія | товариський матч  | -    | 65'      |
| 09-04-1996 | Баку          | Азербайджан | 0 – 1     | Туреччина | товариський матч  | -    | 82'      |
| 01-05-1996 | Самсун        | Туреччина   | 3 – 2     | Україна   | товариський матч  | 1    | 68'      |
| 29-05-1996 | Таллінн       | Естонія     | 0 – 0     | Туреччина | товариський матч  | -    | 46'      |
| 14-08-1996 | Стамбул       | Туреччина   | 2 – 0     | Молдова   | товариський матч  | -    | 73'      |
| Усього     |               | Матчів      | 8         |           | Голів             | 1    |          |

## Титули і досягнення
- Володар Кубка Туреччини (1):

«Коджаеліспор»: 1996–1997